# Vladimír Šoffr
Vladimír Bohumil Šoffr (11. prosince 1904 Třebíč – 9. června 1993 Brno) byl důstojník československé armády. Zúčastnil se války a odboje (1938–1945), později se zapojil do domácího odboje, v době komunismu trpěl jako politický vězeň. Byl perzekvován kvůli svým vysokoškolským přednáškám v době nastupující moci KSČ (1946).

## Biografie
V letech 1923 až 1925 vystudoval vojenskou akademii v Hranicích. Ukončil ji jako poručík pěchoty a následně byl přidělen k 10. pěšímu pluku v Brně. V letech 1925–1927 absolvoval aplikační školu pro pěchotu v Milovicích, dva roky po jejím dokončení (1929) jej armáda povýšila do hodnosti nadporučíka. V roce 1934 získal hodnost kapitána. Po studiu Vysoké školy válečné v Praze mezi lety 1932 a 1935 byl zařazen mezi důstojníky generálního štábu; zde v roce 1937 získal hodnost štábního kapitána generálního štábu. Pod jeho velení spadala do roku 1936 pěší a kulometná četa v Brně.
V létě 1936 byl zařazen do stavu Zemského vojenského velitelství v Bratislavě a později do funkce přednosty 1. a 4. oddělení štábu 2. horské pěší brigády v Ružomberku. Následně jej armáda přidělila ke štábu V. sboru v Trenčíně; zde jej v roce 1938 zastihla mobilizace.
Za nacistické okupace v Protektorátu Čechy a Morava sloužil u okresního úřadu v Hranicích a od 28. června 1939 v Moravských Budějovicích jako tiskový referent. Zde se zapojil se do protinacistického odboje, působil ve skupině ministerského rady dr. Zdeňka Schmoranze. Jeho odbojová činnost spočívala ve získávání zpravodajských informací pro domácí a zahraniční odboj. Činnost odbojové skupiny však byla nacisty odhalena. Vladimír Šoffr byl 25. srpna 1939 zatčen a uvězněn; vězněn byl v Brně v pevnostním vězení na Špilberku. V roce 1942 byl Lidovým soudem v Berlíně odsouzen ke třem letům vězení. Následně prošel mnoha německými věznicemi včetně koncentračních táborů Osvětim, Buchenwald a Nordhausen-Dora. Z posledního z nich byl hnán na pochod smrti, přežil díky osvobození americkou armádou v Meklenbursku (3. května 1945).
Po osvobození se vrátil do služby v československé armádě, byl povýšen na majora generálního štábu (1. srpna 1945) a později jmenován náčelníkem štábu velitele pro týl V. sboru. Za svého působení v Brně byl jmenován honorárním docentem na technice a poté začal přednášet pro vysokoškolské studenty předmět Nauka o obraně státu. Jeho první přednáška z 30. ledna 1946 a druhá z následujícího dne vyvolaly ostrou reakci nastupující komunistické moci, publikovanou ve stranickém orgánu KSČ Rovnost. Ve svých přednáškách napadl průměrnost, jež spolu s neomezenou mocí představuje být nebezpečí pro svobodu národa. Za duchovní sílu lidu označil inteligenci. Byl obviněn z neúcty k dělnické třídě a v konání dalších přednášek mu bylo zabráněno.
Ukončení přednášek i jejich vyznění vyvolalo protesty proti zákazu. Dne 6. 2. 1946 brněnští studenti demonstrovali před redakcí Rovnosti na Moravském náměstí, jejich projev byl ukončen zásahem jednotek SNB. Komunistická strana aktivizovala dělníky brněnské Zbrojovky ke kontrademonstraci k vystoupení studentů. Došlo k napadení několika studentů. Komunističtí vůdci mezi dělníky žádali potrestání původců studentské demonstrace. Pozornosti neušel ani Vladimír Šoffr, komunisté se pokusili obvinit jej z kolaborace během nacistické okupace republiky. Přes snahu o odsouzení jej Mimořádný lidový soud sice obvinění zbavil, ale ani to neukončilo jeho zákaz dalšího přednášení. Armáda jej v květnu 1946 odeslala na tříměsíční zdravotní dovolenou, v následujícím měsíci byl zcela postaven mimo službu.
Po převzetí moci komunistickou stranou byl 15. července 1948 Vrchním vojenským soudem v Brně odsouzen v inscenovaném procesu pro kolaboraci a vojenskou zradu a propuštěn z armády. Proti rozsudku se odvolal, původní nepodmíněný trest mu soud 9. září 1949 změnil na podmíněný. Přesto Ministerstvo národní obrany v listopadu 1948 definitivně Vladimíra Šoffra propustilo z armády a v roce 1950 degradovalo na vojína. Poté Vladimír Šoffr pracoval jako noční hlídač, sezónní dělník a šatnář. Zproštěn obžaloby byl až v květnu 1971.
Po listopadu 1989 byl Vladimír Šoffr rehabilitován. Na začátku roku 1990 jej armáda povýšila do hodnosti plukovníka. Jeho dcera Vlasta Svobodová byla v letech 1996–1998 senátorkou.